# 김하재
김하재(金夏材)는 조선의 관료로 김하재 투서 사건으로 처형당한 인물이다. 이후 김하재의 발언 내용이 조선 말기 당파인 시파와 벽파의 어원이 된다.

## 어린 시절
김하재는 1745년(영조 21년) 김양택의 아들로 태어난다. 출생 당시 아버지가 세자시강원의 설서 관직이었것으로 보아 한양출생으로 추정된다. 
영조 45년(1769년) 음력 10월 27일 24세의 나이로 한림 소시에 장원급재하여 영조 46년 음력 12월 20일 교리로 본격적인 관료 생활을 시작한다.  그뒤 몇번의 관직 추탈이 있었지만 30대 초반에 대사간과 부제학에 임명되는 등 빠른 승진이 있었고 왕세손(훗날 정조)와 세손의 측근 홍국영의 좋은 평가를 받는 등 장래가 보장된 관료였다.(작성중)